# Saint-Hilaire, Allier
Saint-Hilaire är en kommun i departementet Allier i regionen Auvergne-Rhône-Alpes i de centrala delarna av Frankrike. Kommunen ligger  i kantonen Bourbon-l'Archambault som ligger i arrondissementet Moulins. År 2022 hade Saint-Hilaire 508 invånare.

## Befolkningsutveckling
Antalet invånare i kommunen Saint-Hilaire
Referens: INSEE